# Arengo
L’Arengo était, durant le Moyen Âge, le lieu de la réunion de la citoyenneté dans de nombreuses villes en Italie (voir le Palazzo della Ragione). Plusieurs d'entre elles prirent des noms différents comme le Broletto du nord de l'Italie ou le Concio dans la république de Venise.
L’Arengo qui est l'évolution du mot germanique « hring » (cercle, assemblée), anglais et allemand moderne « ring » (cercle, anneau) est également une institution de la république de Saint-Marin et désigne l’ensemble des Saint-Marinais disposant du droit de vote. Les citoyens sont convoqués deux fois par an au Conseil, le dimanche suivant l’entrée en fonction des capitaines-régents et peuvent ainsi soumettre des questions d’intérêt public à leurs représentants. Autrefois, l’Arengo de Saint-Marin ne regroupait que les chefs de famille. Son pouvoir déclinera au XVIIe siècle pour ne représenter qu'un caractère symbolique. L'assemblée des chefs sera convoquée à nouveau en 1906 avec le régime oligarchique et finit pour laisser la place à un régime démocratique.